# Флаг Ельца
Флаг городского округа «Город Еле́ц» Липецкой области Российской Федерации — опознавательно-правовой знак, служащий официальным символом муниципального образования.
Флаг утверждён 28 сентября 2004 года и внесён в Государственный геральдический регистр Российской Федерации с присвоением регистрационного номера 1604.

## Описание
«Флаг города Ельца представляет собой прямоугольное полотнище белого цвета с отношением ширины к длине 2:3, воспроизводящее фигуры гербовой композиции: в центре перед зелёной елью красный с жёлтыми рогами и копытами олень, идущий в сторону древка; вдоль нижнего края зелёная полоса в 1/5 ширины».

## Обоснование символики
Флаг города разработан на базе герба, за основу которого взят исторический герб города Ельца Орловской губернии, утверждённый 16 (27) августа 1781 года, подлинное описание которого гласит:

В белом поле, красный олень, под зелёной елью.
— 
Белый цвет (серебро) — символизирует чистоту, благородство, мир, взаимосотрудничество.
Красный цвет — символ труда, мужества, красоты и жизни.
Зелёный цвет — символизирует весну, радость, надежду, природу, и здоровье.